# Passeport croate
Le passeport croate est un document de voyage international délivré aux ressortissants croates, et qui peut aussi servir de preuve de la citoyenneté croate. 